# Ivats
Ivats (en búlgaro: Ивац) fue un comandante militar y noble búlgaro a finales del siglo x y principios del siglo xi. Sirvió a tres zar búlgaros; Samuel (997-1014), Gabriel Radomir (1014-1015) e Iván Vladislav (1015-1018).
En 1015 derrotó a un ejército bizantino en la batalla de Bitola y detuvo la desastrosa campaña de Basilio II en el corazón del Imperio búlgaro. Después de la muerte de Iván Vladislav y la rendición de la zarina María, el patriarca y muchos nobles a los bizantinos, Ivats eligió continuar la lucha con los hijos del fallecido zar y varios otros nobles. Su baluarte era la fortaleza de Vrohot en el Monte Tomorr, en el actual sudeste de Albania. La fortaleza fue sitiada pronto por Basilio II, pero el asedio de 55 días no prosperó para los bizantinos. En agosto de 1018 fue cegado como represalia por el estratego bizantino Eustacio Dafnomeles.